# Galium compactum
Galium compactum là một loài thực vật có hoa trong họ Thiến thảo. Loài này được Ehrend. & McGill. mô tả khoa học đầu tiên năm 1983.